# Чет Зар
Чет Зар (нар. 12 листопада 1967, Сан-Педро, Каліфорнія) — американський художник, відомий своєю роботою з музичним гуртом Tool. Пасинок американського фантастичного художника Джеймса Зара.

## Життєпис
Зар народився в Сан-Педро, Каліфорнія. Його інтерес до «темних» аспектів мистецтва з'явився ще в дитинстві як «природне захоплення всім дивним, що сприяло глибокому зв'язку з фільмами жахів і темними образами». Все дитинство він провів за ліпленням та малюванням. У середній школі Зар почав працювати в індустрії ефектів макіяжу, влаштувавшись на повноцінну роботу через рік після закінчення навчання. Зар розробив і створив протезні ефекти для таких фільмів, як «Дзвінок», «Планета мавп» і «Людина пітьми».
Після багаторічної роботи Зар розчарувався в кіноіндустрії та скористався порадою письменника жанру жахів Клайва Баркера, вирішивши продовжити свою пристрасть — створювати оригінальні твори й писати картини олією. Він вважає свої роботи продовженням своїх малюнків-дудлів і описує героїв власних картин як «дуже потворні та химерні на поверхні». Окрім створення цифрових анімацій для живих шоу Tool, Зар випустив власний DVD із цифровими «петлями» під назвою Disturb the Normal. Його «анімаційні картини» створені за допомогою програм Lightwave 3d і Adobe After Effects.

## Каталоги
- 2012 — Чорна магія: Мистецтво Чета Зара
- 2008 — Чет Зар — Гидкий американець
- 2007 — Метаморфози